# Leucobryum macro-falcatum
Leucobryum macro-falcatum là một loài rêu trong họ Dicranaceae. Loài này được Müll. Hal. mô tả khoa học đầu tiên năm 1897.